# Cantal
Cantal é um departamento da França localizado na região Auvérnia-Ródano-Alpes. Sua capital é a cidade de Aurillac.

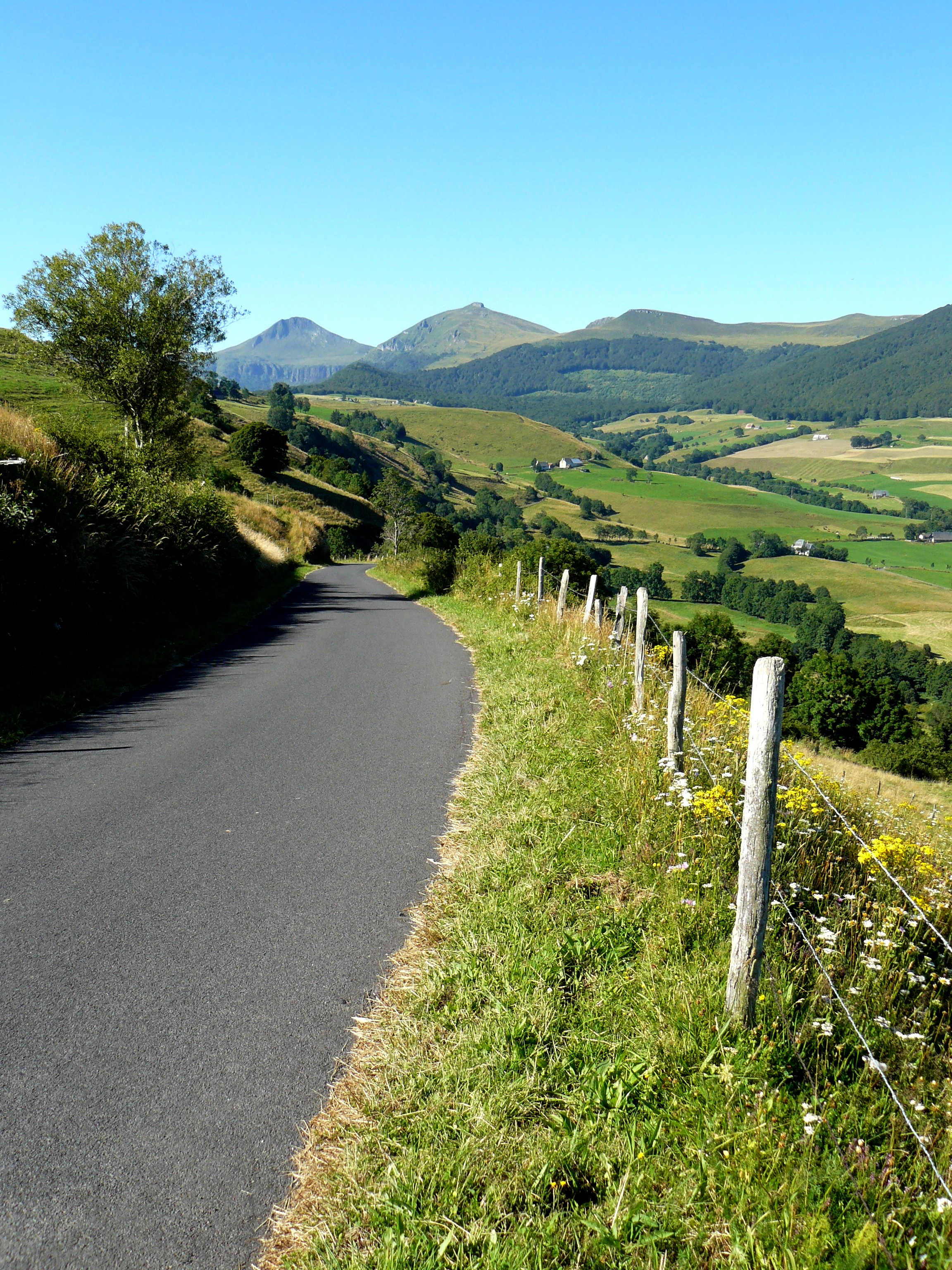
Paisagem da região de Cantal ao norte de Puy Mary